# Abraham Hirsch
Abraham (Abram) Hirsch, född 16 augusti 1815 i Stockholm, död 23 februari 1900 i Stockholm, var en svensk musikförläggare. 
Han var son till köpmannen Isaak David Hirsch och Juliana Lazarus. Sedan 1848 var han gift med Paulina Meyerson. Redan vid unga år anställdes Abram Hirsch vid Östergrenska musikhandeln i Stockholm. År 1830 köptes verksamheten å hans vägnar. Han förenade ett bibliotek, instrumenthandel och förlag med denna. Hans söner Ivar och Otto Hirsch övertog sedermera verksamheten 1880–1884. 

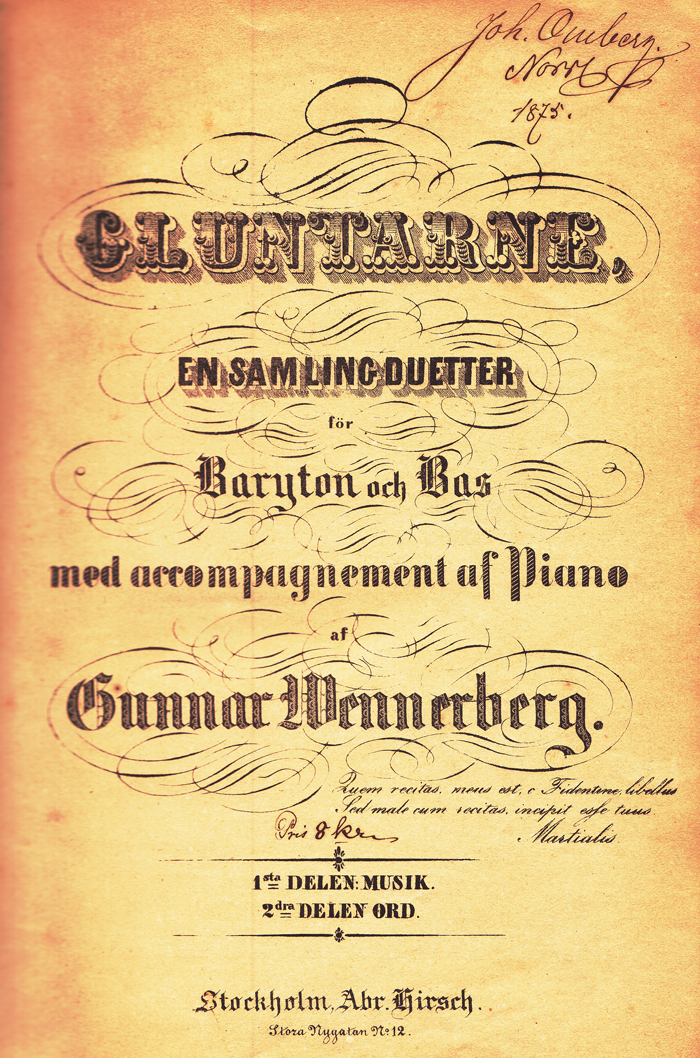
Gluntarne, utgiven av Abraham Hirsch.

Hirsch utgav verk av kompositörer som Adolf Fredrik Lindblad, Jacob Axel Josephson, Isidor Dannström, Ivar Hallström, Gunnar Wennerberg (Gluntarne),  August Söderman och  Emil Sjögren.
Abraham Hirsch deltog i grundandet av Svenska bokförläggareföreningen 1843. Tillsammans med A.J. Seelig grundade han bokhandelsspeditionsfirman Seelig & Co. Han medverkade också till bildandet av Musikaliska konstföreningen 1859. 
Hirsch satt även i Stockholms stadsfullmäktige och var ekonomidirektör vid Aftonbladet 1869–1876.